# Gnetum contractum
Gnetum contractum är en kärlväxtart som beskrevs av Markgr. Gnetum contractum ingår i släktet Gnetum och familjen Gnetaceae. Inga underarter finns listade i Catalogue of Life.